# Eurytoma cedrus
Eurytoma cedrus är en stekelart som beskrevs av Bugbee 1973. Eurytoma cedrus ingår i släktet Eurytoma och familjen kragglanssteklar. Inga underarter finns listade i Catalogue of Life.